# Eric Anderson (cestista 1970)
Eric Walfred Anderson (Chicago, 26 maggio 1970 – Carmel, 9 dicembre 2018) è stato un cestista statunitense, professionista nella NBA, in Spagna, Italia e Turchia.

## Carriera
Con gli Stati Uniti ha disputato le Universiadi di Sheffiel 1991.

## Palmarès
- McDonald's All-American Game (1988)